# МОЛ Арена (Дунайска-Стреда)
«МОЛ Арена» (словац. MOL Aréna) — футбольный стадион, находящийся в словацком городе Дунайска-Стреда, домашнее поле местного клуба «ДАК 1904», выступающего в Fortuna Лиге.

## История
Первоначально арена была возведена в 1953 году. В 1985 году поле было реконструировано для проведения на нем соревнований по футболу, проходивших в рамках общенациональной Спартакиады.
С 2008 года по настоящее время на «МОЛ Арене» свои домашние игры проводит клуб «ДАК 1904».
В 2016 году на стадионе снова состоялись масштабные работы по реконструкции, в частности, общая вместимость поля была увеличена до 12 700 зрителей. Суммарная стоимость работ составила 22 млн €.
Единственный на данный момент матч с участием национальной команды Словакии прошел на данном стадионе 30 марта 1993 года: тогда хозяева сыграли вничью (2:2) в товарищеском матче с литовцами.

## Собственники
51,9 % акций арены принадлежит корпорации «DAC Aréna, a.s», специально созданной для управления стадионом.
25 % акций владеют власти города Дунайска-Стреда, а остальные 22 % принадлежат венгерскому нефтегазовому гиганту «MOL Plc».

## Название
Свое текущее имя арена носит начиная с сезона 2017/18, поскольку компания «MOL Plc» являлась одним из инвесторов при постройке поля.